# Lori noira
Lorius garrulus
Espèce
Statut de conservation UICN

 VU A2cd+3cd+4cd : Vulnérable
Statut CITES
Le Lori noira (Lorius garrulus), aussi appelé Lori des Moluques, est une espèce de Psittaculidae de la sous-famille des Loriinae endémique des Moluques en Indonésie.

## Description
Le Lori noira mesure environ 30 cm et pèse en moyenne 143 grammes. Il possède un plumage à dominante rouge avec des ailes vertes. Une tache jaune, plus ou moins étendue selon les sous-espèces, marque le dos entre les épaules. D'autres plages jaunes sont également présentes sur le bord des ailes. Le bec et les iris sont orange vif.

## Répartition
Cette espèce est endémique à la province des Moluques du Nord en Indonésie où elle est présente sur les îles de Morotai, Rau, Halmahera, Widi, Ternate, Bacan et Obi.

## Sous-espèces
Le Lori noira est représenté par trois sous-espèces :
- Lorius garrulus flavopalliatus Salvadori, 1877, avec le jaune sur le dos très étendu ;
- Lorius garrulus garrulus (Linnaeus, 1758) avec le jaune sur le dos presque absent ;
- Lorius garrulus morotaianus (Bemmel, 1940) avec le jaune sur le dos bordé de vert.